# Tomasz Wieszczycki
Tomasz Witold Wieszczycki (* 21. Dezember 1971 in Łódź, Polen) ist ein ehemaliger polnischer Fußballspieler.

## Vereinskarriere
Der während seiner aktiven Zeit 1,81 m große und 77 kg schwere Mittelfeldspieler begann seine Karriere in seiner Heimatstadt Łódź beim Łódzki KS. Nach einem kurzen, aber erfolgreichen Gastspiel bei Legia Warschau wechselte er 1996 nach Frankreich zum AC Le Havre. 1997 kehrte er allerdings wieder nach Polen zurück und spielte wieder für den Łódzki KS. Seine erfolgreichste Zeit hatte er von 2000 bis 2001 bei Polonia Warschau. Mit den Hauptstädtern gewann er die Polnische Meisterschaft, den Polnischen Pokal, den Polnischen Supercup und den Polnischen Ligapokal. Im Jahre 2001 wagte er nochmals den Schritt ins Ausland und wechselte nach Griechenland zu OFI Kreta. Hier konnte er sich nicht durchsetzen und kehrte nach einem halben Jahr wieder nach Polen zurück. Hier spielte er nochmals drei Saisons für Groclin Grodzisk.

## Nationalmannschaft
Für die polnische Nationalmannschaft bestritt er elf Spiele und erzielte drei Tore. Mit der polnischen Auswahl gewann er 1992 Silber bei den Olympischen Spielen in Barcelona.

## Erfolge
- 2× Polnischer Meister (1998, 2000)
- 1× Polnischer Pokalsieger (2001)
- 1× Polnischer Supercupsieger (2001)
- 1× Polnischer Ligapokalsieger (2000)
- 1× Olympische Silbermedaille (1992)

| Personendaten    | Personendaten                                   |
| ---------------- | ----------------------------------------------- |
| NAME             | Wieszczycki, Tomasz                             |
| ALTERNATIVNAMEN  | Wieszczycki, Tomasz Witold (vollständiger Name) |
| KURZBESCHREIBUNG | polnischer Fußballspieler                       |
| GEBURTSDATUM     | 21. Dezember 1971                               |
| GEBURTSORT       | Łódź, Polen                                     |